# ベウミーロ・デ・アルメイダ
ベウミーロ・デ・アルメイダ（Belmiro Barbosa de Almeida、1858年5月22日 – 1935年6月12日）はブラジルの画家、イラストレーター、彫刻家である。

## 略歴
ミナスジェライス州のセロ(Serro)に生まれた。リオデジャネイロの工芸学校(Liceu de Artes e Ofícios)で学んだ後、リオデジャネイロのブラジル帝国美術アカデミー（Academia Imperial de Belas Artes）でアゴスティーニョ・ジョゼ・ダ・モタやジョアン・ゼフェリーノ・ダ・コスタに学んだ。
1880年代の後半にローマ、パリに修行に出て、パリの私立の美術学校、アカデミー・ジュリアンでジュール・ジョゼフ・ルフェーブルに学び、パリの展覧会に出展した。パリでの生活に魅せられて、パリとリオデジャネイロを行き来する生活を始めた。ブラジルでは1893年から1896年の間、ペドロ・ヴァインゲルトナーの後任として国立芸術学校 (Escola Nacional de Belas Artes、後にリオデジャネイロ連邦大学の一部となる)の教授を務めた 。1916年には人物画部門の教授になった。
ブラジルの雑誌に挿絵や、人物の似顔絵（カリカチュア）を提供し、彫刻家としては、後にサッカークラブ、ボタフォゴFRのマスコットのモデルとなる彫像を作ったことでも知られている。
第一次世界大戦の後、パリに住むが、ブラジル全国美術展(Exposições Gerals de Belas Artes)に参加を続け、1921年に大賞を受賞した。
1935年にパリで没した。

## 作品

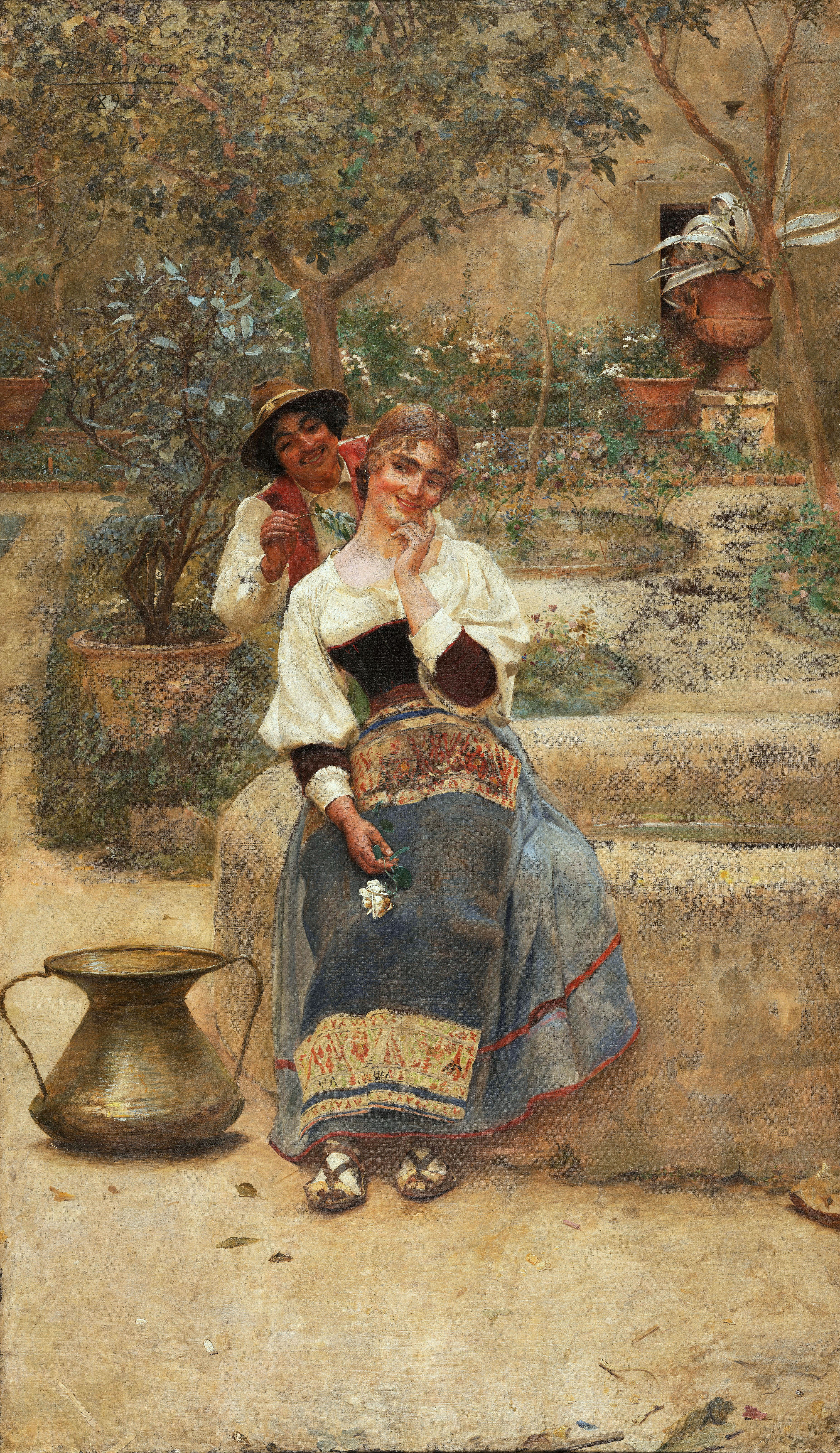
Bom Tempo ou Idílio Campestre
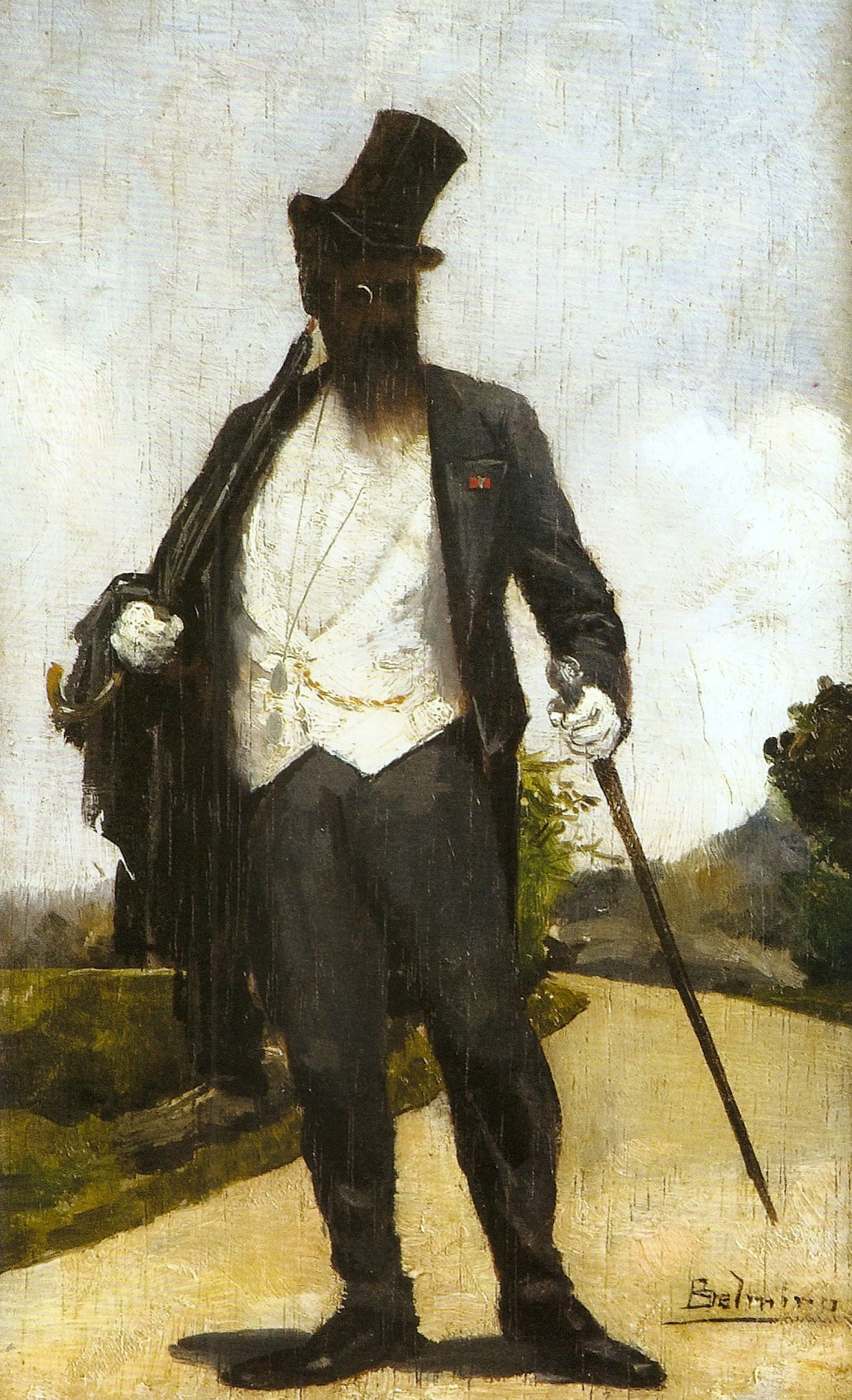
Príncipe Obá
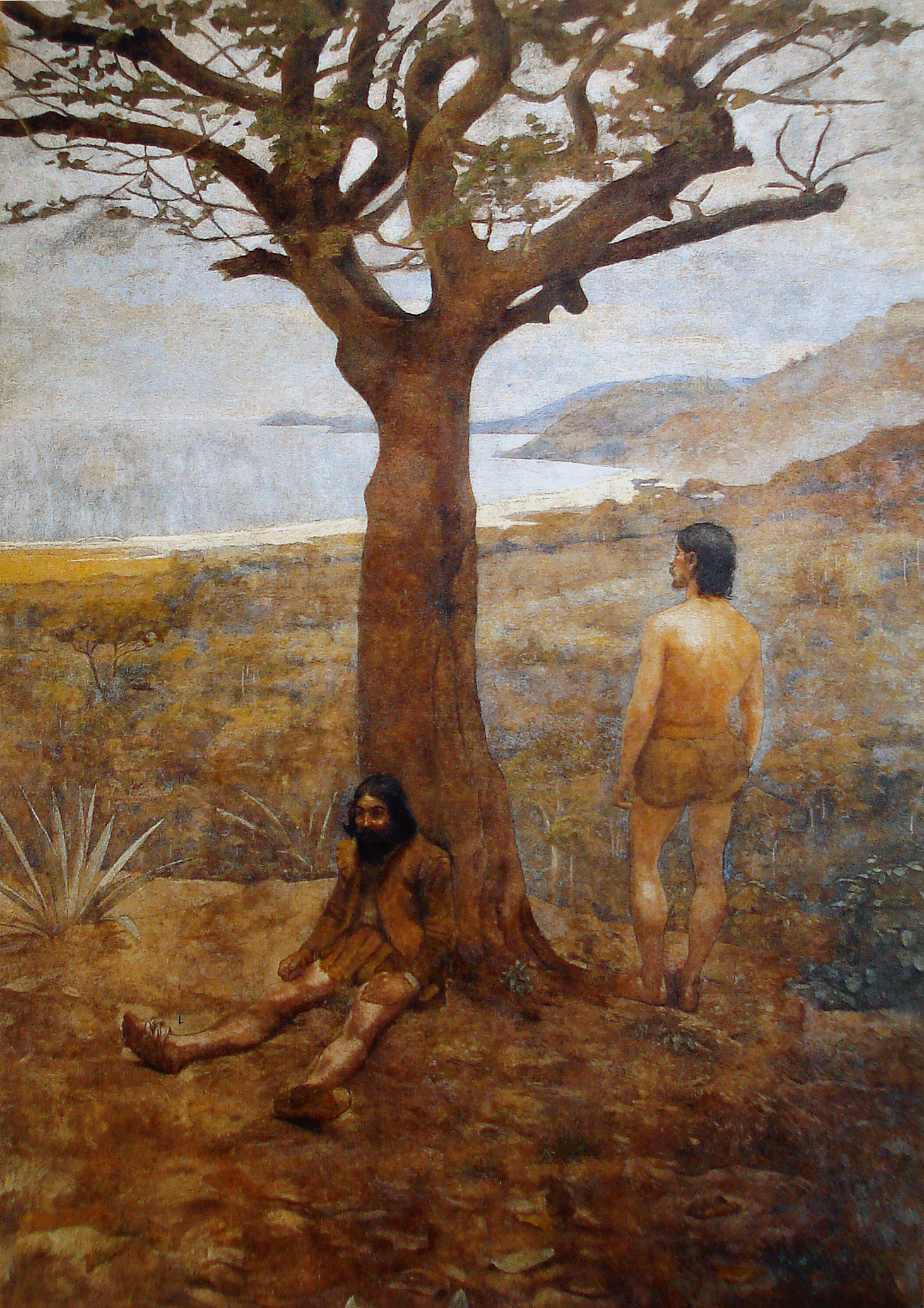
Os descobridores
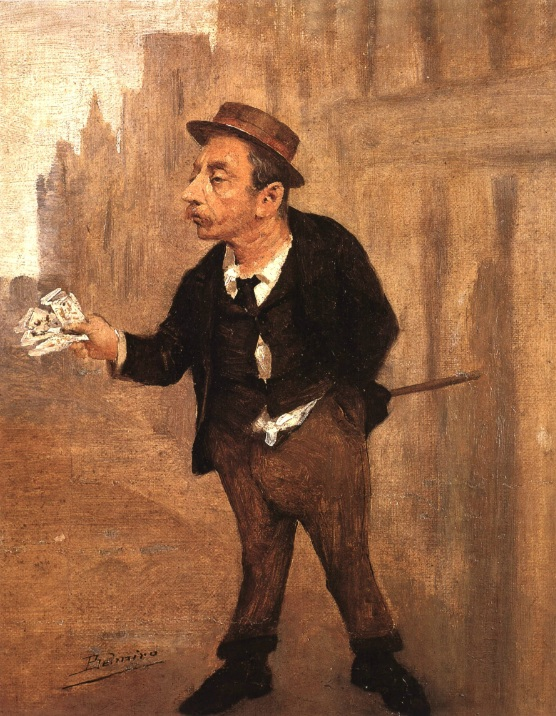
カリカチュア - Castro Urso

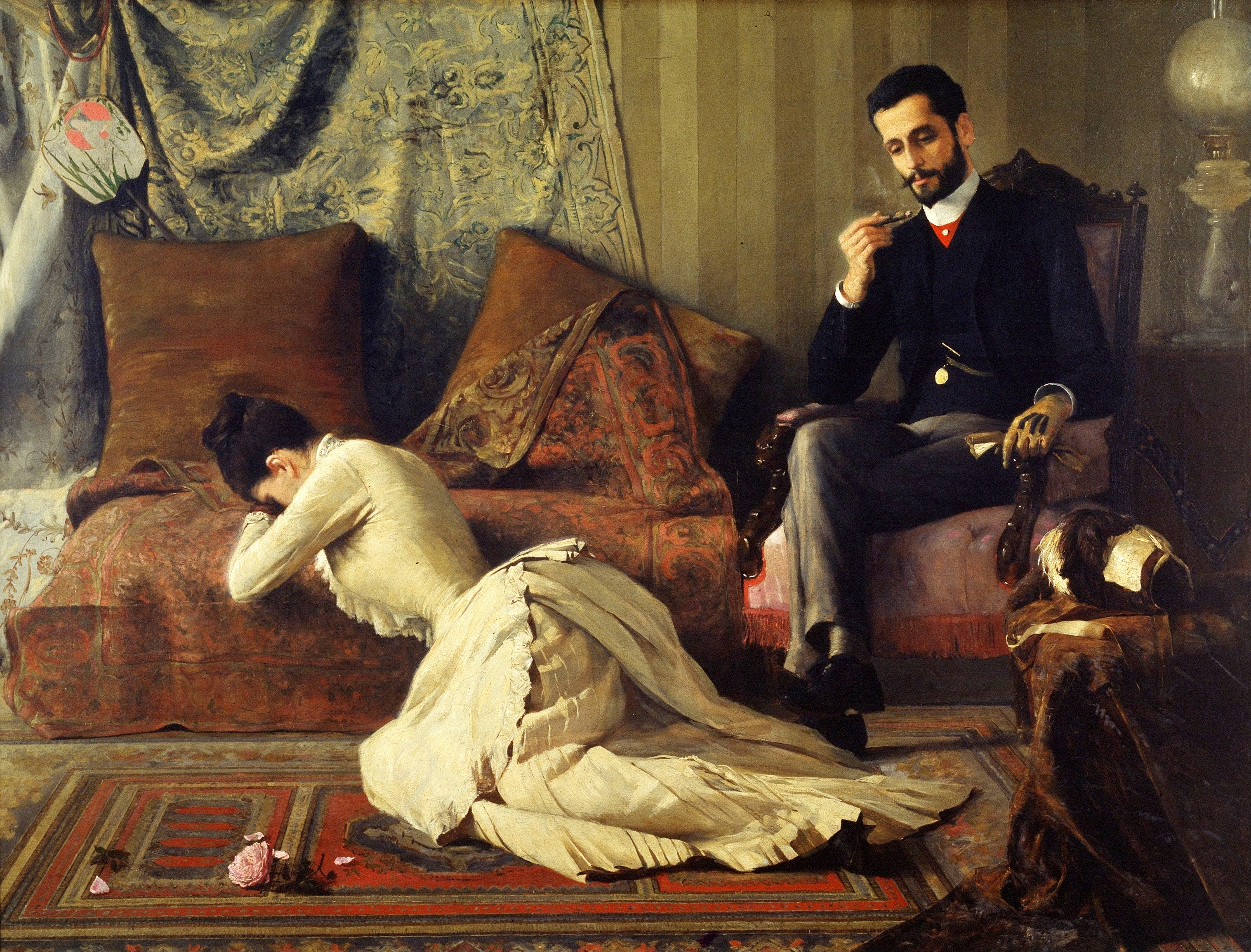
いさかい(Arrufos) 、(1887)
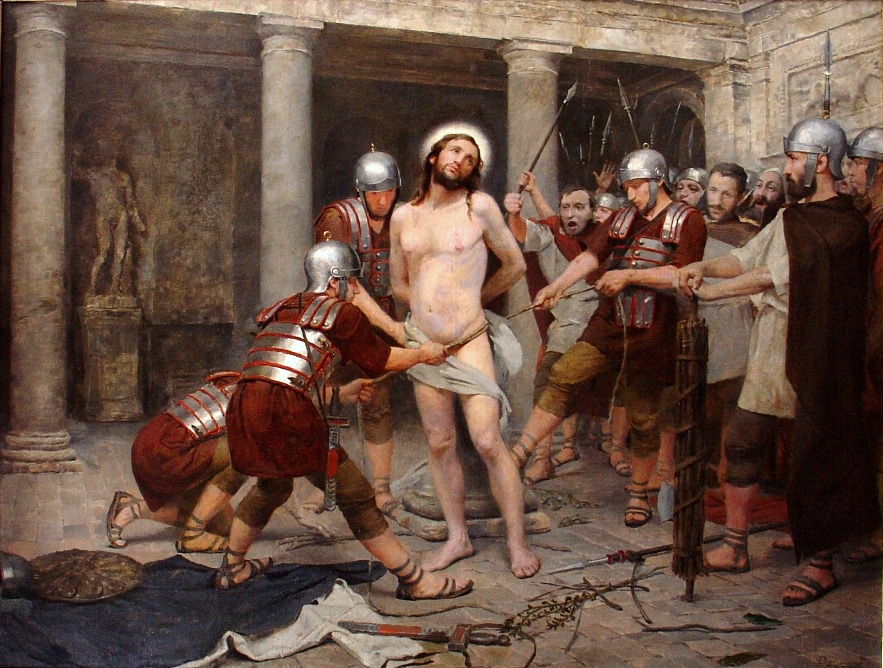
キリストのむち打ち、(1887)
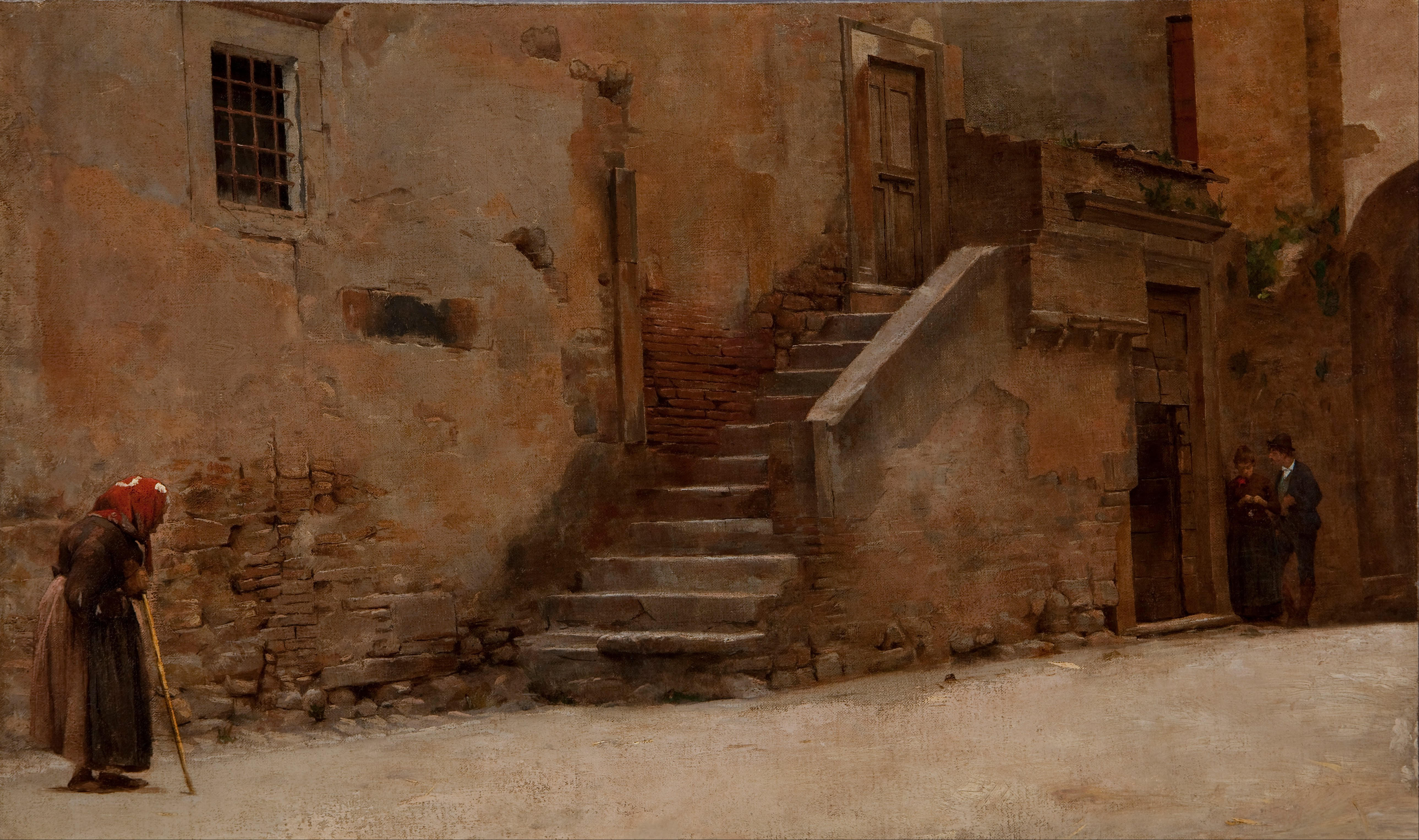
イタリアの通り (c.1889)

## 関連文献
- José Maria dos Reis Júnior, Belmiro de Almeida, 1858-1935, Edições Pinakotheke, 1984